# 朗克里克 (伊利諾伊州)
朗克里克（英語：Long Creek）是位於美國伊利諾伊州梅肯縣的一個村落。

## 地理
朗克里克的座標為39°48′32″N 88°51′24″W / 39.80889°N 88.85667°W，而該地最高點為海拔高度206米（即676英尺）。

## 人口
根據2010年美國人口普查的數據，朗克里克的面積為7.33平方千米，當中陸地面積為7.33平方千米，而水域面積為0.00平方千米。當地共有人口828人，而人口密度為每平方千米112人。